# Малушкова, Зоя Александровна
Зоя Александровна Малушкова (21 декабря 1927—24 февраля 2005) — передовик советского сельского хозяйства, доярка совхоза «Паласс» Ленинабадского района Таджикской ССР, Герой Социалистического Труда (1966).

## Биография
Родилась в 1927 году в деревне Шатрец (затоплена при строительстве Волго-Балтийского канала), ныне Череповецкого района Вологодской области.
Вся её трудовая деятельность была связана с совхозом «Паласс», который находился в ведение Ленинабадского горно-химического комбината Таджикской ССР. С 1956 по 1966 годы доярка в этом совхозе. Постоянно получала высокие надои. В 1957 и 1958 годах была участницей выставки достижений народного хозяйства, отмечена серебряной медалью. Два раза в 1963 и 1970 становилась победительницей социалистического соревнования.
Указом Президиума Верховного Совета СССР от 22 марта 1966 года за выдающиеся производственные достижения и высокие показатели в развитии животноводства Зои Александровне Малушковой было присвоено звание Героя Социалистического Труда со вручением ордена Ленина и медали «Серп и Молот».
С 1966 года работала лаборантом молокопункта, затем на птицеферме. С 1979 по 1982 год заведующая складом цеха по переработке плодов и овощей совхоза «Паласс».
В 1982 году вышла на заслуженный отдых.
В 1993 году вместе с семьёй переехала в посёлок Мичуринский Пензенского района Пензенской области. Умерла 24 февраля 2005 года.

## Награды
- золотая звезда «Серп и Молот» (22.03.1966)
- Орден Ленина (22.03.1966)
- Медаль «За трудовую доблесть» (1963)
- другие медали.